# Discografia di Jack Harlow
La discografia di Jack Harlow, rapper statunitense, è costituita da tre album in studio, due EP, cinque mixtape e oltre trenta singoli.

## Album in studio
| Anno                                                         | Titolo e dettagli | Classifiche | Classifiche | Classifiche | Classifiche | Classifiche | Classifiche | Classifiche | Classifiche | Classifiche | Classifiche | Certificazioni                                                 |
| Anno                                                         | Titolo e dettagli | USA         | AUS         | CAN         | FRA         | GER         | IRE         | NLD         | NOR         | NZL         | UK          | Certificazioni                                                 |
| ------------------------------------------------------------ | --- | ----------- | ----------- | ----------- | ----------- | ----------- | ----------- | ----------- | ----------- | ----------- | ----------- | -------------------------------------------------------------- |
| 2020                                                         | Thats What They All Say - Pubblicato: 11 dicembre 2020 - Etichetta: Generation Now, Atlantic - Formati: LP, download digitale, streaming          | 5           | 36          | 7           | —           | —           | 48          | 38          | 39          | 18          | 73          | - USA: Platino (2) - CAN: Platino - NZL: Platino - UK: Argento |
| 2022                                                         | Come Home the Kids Miss You - Pubblicato: 6 maggio 2022 - Etichetta: Generation Now, Atlantic - Formati: CD, LP, MC, download digitale, streaming | 3           | 2           | 1           | 61          | 15          | 3           | 3           | 2           | 1           | 4           | - USA: Platino - CAN: Platino - NZL: Platino - UK: Argento     |
| 2023                                                         | Jackman - Pubblicato: 28 aprile 2023 - Etichetta: Generation Now, Atlantic - Formati: CD, LP, download digitale, streaming                        | 8           | 11          | 9           | —           | 78          | 20          | 12          | 23          | 8           | 32          |                                                                |
| "—" indica una pubblicazione non classificata in quel paese. | |             |             |             |             |             |             |             |             |             |             |                                                                |

## Extended play
| Anno                                                         | Titolo e dettagli | Classifiche | Classifiche | Certificazioni        |
| Anno                                                         | Titolo e dettagli | USA         | CAN         | Certificazioni        |
| ------------------------------------------------------------ | --- | ----------- | ----------- | --------------------- |
| 2015                                                         | The Handsome Harlow - Pubblicato: 13 novembre 2015 - Etichetta: SonaBlast! - Formati: CD, download digitale, streaming | —           | —           |                       |
| 2020                                                         | Sweet Action - Pubblicato: 13 marzo 2020 - Etichetta: Generation Now, Atlantic - Formati: Download digitale, streaming | 20          | 15          | - CAN: Oro - NZL: Oro |
| "—" indica una pubblicazione non classificata in quel paese. | |             |             |                       |

## Mixtape
| Anno | Titolo |
| ---- | --- |
| 2014 | Finally Handsome - Pubblicato: 7 novembre 2014 - Etichetta: autopubblicato - Formato: CD, download digitale            |
| 2016 | 18 - Pubblicato: 17 giugno 2016 - Etichetta: autopubblicato - Formato: Download digitale, streaming                    |
| 2017 | Gazebo - Pubblicato: 17 novembre 2017 - Etichetta: autopubblicato - Formato: Download digitale, streaming              |
| 2018 | Loose - Pubblicato: 17 agosto 2018 - Etichetta: Generation Now, Atlantic - Formato: Download digitale, streaming       |
| 2019 | Confetti - Pubblicato: 20 settembre 2019 - Etichetta: Generation Now, Atlantic - Formato: Download digitale, streaming |

## Singoli

### Come artista principale
| Anno                                                         | Titolo                                                           | Classifiche | Classifiche | Classifiche | Classifiche | Classifiche | Classifiche | Classifiche | Classifiche | Classifiche | Classifiche | Certificazioni | Album di provenienza                 |
| Anno                                                         | Titolo                                                           | USA         | AUS         | CAN         | FRA         | GER         | IRE         | NLD         | NOR         | NZL         | UK          | Certificazioni | Album di provenienza                 |
| ------------------------------------------------------------ | ---------------------------------------------------------------- | ----------- | ----------- | ----------- | ----------- | ----------- | ----------- | ----------- | ----------- | ----------- | ----------- | --- | ------------------------------------ |
| 2014                                                         | It's Pointless                                                   | —           | —           | —           | —           | —           | —           | —           | —           | —           | —           | | Finally Handsome                     |
| 2014                                                         | Cruisin                                                          | —           | —           | —           | —           | —           | —           | —           | —           | —           | —           | | Finally Handsome                     |
| 2015                                                         | Every Night                                                      | —           | —           | —           | —           | —           | —           | —           | —           | —           | —           | | The Handsome Harlow                  |
| 2016                                                         | Never Woulda Known (feat. Johnny Spanish)                        | —           | —           | —           | —           | —           | —           | —           | —           | —           | —           | | 18                                   |
| 2017                                                         | Hitchcok                                                         | —           | —           | —           | —           | —           | —           | —           | —           | —           | —           | | /                                    |
| 2017                                                         | Routine                                                          | —           | —           | —           | —           | —           | —           | —           | —           | —           | —           | | /                                    |
| 2017                                                         | Dark Knight                                                      | —           | —           | —           | —           | —           | —           | —           | —           | —           | —           | | Gazebo                               |
| 2018                                                         | Sundown                                                          | —           | —           | —           | —           | —           | —           | —           | —           | —           | —           | | Loose                                |
| 2019                                                         | Thru the Night (feat. Bryson Tiller)                             | —           | —           | —           | —           | —           | —           | —           | —           | —           | —           | - USA: Oro - CAN: Oro - NZL: Oro | Confetti                             |
| 2020                                                         | Whats Poppin (solo o remix feat. DaBaby, Tory Lanez & Lil Wayne) | 2           | 8           | 4           | 194         | 55          | 15          | 48          | 20          | 6           | 27          | - USA: Diamante - AUS: Platino (3) - CAN: Diamante - FRA: Oro - GER: Oro - NZL: Platino (5) - UK: Platino                               | Sweet Action Thats What They All Say |
| 2020                                                         | Moana (con G-Eazy)                                               | 123         | —           | 72          | —           | —           | —           | —           | —           | —           | —           | - CAN: Platino | These Things Happens Too (Deluxe)    |
| 2020                                                         | Tyler Herro                                                      | 34          | —           | 27          | —           | —           | 38          | —           | —           | —           | —           | - USA: Platino (3) - CAN: Platino (2) - NZL: Platino - UK: Argento                                                                      | Thats What They All Say              |
| 2020                                                         | Way Out (feat. Big Sean)                                         | 74          | —           | 51          | —           | —           | 77          | —           | —           | —           | —           | - USA: Platino - NZL: Oro | Thats What They All Say              |
| 2021                                                         | Already Best Friends (feat. Chris Brown)                         | 119         | —           | —           | —           | —           | —           | —           | —           | —           | —           | - USA: Platino - CAN: Oro - NZL: Platino - UK: Argento                                                                                  | Thats What They All Say              |
| 2021                                                         | I Won (con Ty Dolla Sign e 24kGoldn)                             | —           | —           | —           | —           | —           | —           | —           | —           | —           | —           | | F9: The Fast Saga                    |
| 2021                                                         | Industry Baby (con Lil Nas X)                                    | 1           | 4           | 3           | 3           | 9           | 2           | 10          | 3           | 1           | 3           | - USA: Platino (7) - AUS: Platino (7) - CAN: Platino (7) - FRA: Diamante - GER: Oro - NOR: Platino - NZL: Platino (4) - UK: Platino (2) | Montero                              |
| 2021                                                         | SUVs (Black on Black) (con Pooh Shiesty)                         | 67          | —           | 46          | —           | —           | —           | —           | —           | —           | —           | - USA: Platino | Shiesty Season: Certified            |
| 2022                                                         | Nail Tech                                                        | 18          | 22          | 11          | —           | —           | 28          | —           | —           | 26          | 55          | - USA: Platino - NZL: Platino | Come Home the Kids Miss You          |
| 2022                                                         | First Class                                                      | 1           | 1           | 1           | 47          | 2           | 2           | 9           | 7           | 1           | 2           | - USA: Platino (4) - AUS: Platino (2) - CAN: Platino (5) - FRA: Oro - GER: Oro - NZL: Platino (3) - UK: Platino                         | Come Home the Kids Miss You          |
| 2023                                                         | They Don't Love It                                               | 54          | —           | 40          | —           | —           | 56          | —           | —           | —           | 76          | | Jackman                              |
| 2023                                                         | Lovin on Me                                                      | 1           | 1           | 1           | 40          | 4           | 2           | 6           | 4           | 1           | 1           | - USA: Platino (4) - AUS: Platino (6) - CAN: Platino (5) - FRA: Oro - GER: Oro - NZL: Platino (3) - UK: Platino                         | /                                    |
| 2024                                                         | Hello Miss Johnson                                               | 85          | —           | 87          | —           | —           | —           | —           | —           | —           | —           | | /                                    |
| 2024                                                         | Tranquility                                                      | —           | —           | —           | —           | —           | —           | —           | —           | —           | —           | | /                                    |
| 2025                                                         | Set You Free                                                     | 120         | —           | —           | —           | —           | —           | —           | —           | —           | 98          | | /                                    |
| 2025                                                         | Just Us (feat. Doja Cat)                                         | 57          | —           | 61          | —           | —           | 82          | —           | —           | —           | 50          | | /                                    |
| "—" indica una pubblicazione non classificata in quel paese. |                                                                  |             |             |             |             |             |             |             |             |             |             | |                                      |

### Come artista ospite
| Anno                                                         | Titolo                                                            | Classifiche | Classifiche | Classifiche | Classifiche | Classifiche | Classifiche | Classifiche | Classifiche | Classifiche | Certificazioni                                 | Album di provenienza             |
| Anno                                                         | Titolo                                                            | USA         | AUS         | CAN         | FRA         | GER         | IRE         | NLD         | NZL         | UK          | Certificazioni                                 | Album di provenienza             |
| ------------------------------------------------------------ | ----------------------------------------------------------------- | ----------- | ----------- | ----------- | ----------- | ----------- | ----------- | ----------- | ----------- | ----------- | ---------------------------------------------- | -------------------------------- |
| 2020                                                         | Tap In (Saweetie feat. Post Malone, DaBaby & Jack Harlow)         | —           | —           | —           | —           | —           | —           | —           | —           | —           |                                                | /                                |
| 2020                                                         | Pussy Talk (City Girls feat. Quavo, Jack Harlow & Lil Wayne)      | —           | —           | —           | —           | —           | —           | —           | —           | —           |                                                | /                                |
| 2021                                                         | Killer Remix (Eminem feat. Jack Harlow & Cordae)                  | 62          | —           | 37          | —           | —           | 64          | —           | —           | 77          |                                                | Music to Be Murdered By - Side B |
| 2021                                                         | Body (Remix) (Tion Wayne e Russ Millions feat. Jack Harlow)       | —           | —           | —           | —           | —           | —           | —           | —           | —           |                                                | /                                |
| 2021                                                         | White Lies (The Homies feat. Jack Harlow)                         | —           | —           | —           | —           | —           | —           | —           | —           | —           |                                                | /                                |
| 2023                                                         | 3D (Jung Kook feat. Jack Harlow)                                  | 5           | 7           | 10          | 49          | 48          | 15          | 54          | 9           | 5           | - CAN: Oro - FRA: Oro - NZL: Oro - UK: Argento | Golden                           |
| 2023                                                         | Stop Giving Me Advice (Lyrical Lemonade e Dave feat. Jack Harlow) | —           | —           | —           | —           | —           | 33          | —           | —           | 29          |                                                | All Is Yellow                    |
| "—" indica una pubblicazione non classificata in quel paese. |                                                                   |             |             |             |             |             |             |             |             |             |                                                |                                  |

## Altri brani entrati in classifica o certificati
| 2020                                                         | I Wanna See Some Ass (feat. JetsonMade)         | —   | —  | —  | —  | —  | - USA: Platino - CAN: Platino - NZL: Oro | Sweet Action                |
| 2020                                                         | Face of My City (feat. Lil Baby)                | 107 | —  | 93 | —  | —  | - USA: Oro                               | Thats What They All Say     |
| 2020                                                         | Route 66 (feat. EST Gee)                        | —   | —  | —  | —  | —  | - USA: Oro                               | Thats What They All Say     |
| 2020                                                         | Luv Is Dro (feat. Static Major & Bryson Tiller) | —   | —  | —  | —  | —  | - USA: Oro - NZL: Oro                    | Thats What They All Say     |
| 2022                                                         | Talk of the Town                                | 106 | —  | 75 | —  | —  |                                          | Come Home the Kids Miss You |
| 2022                                                         | Young Harleezy                                  | 97  | —  | 59 | —  | —  |                                          | Come Home the Kids Miss You |
| 2022                                                         | I'd Do Anything to Make You Smile               | 88  | —  | 54 | —  | —  |                                          | Come Home the Kids Miss You |
| 2022                                                         | Dua Lipa                                        | 21  | 13 | 13 | 11 | 33 | - USA: Platino - USA: Oro - NZL: Oro     | Come Home the Kids Miss You |
| 2022                                                         | Side Piece                                      | 103 | —  | 62 | —  | —  |                                          | Come Home the Kids Miss You |
| 2022                                                         | Movie Star (feat. Pharrell Williams)            | 101 | —  | 58 | —  | —  |                                          | Come Home the Kids Miss You |
| 2022                                                         | Lil Secret                                      | 110 | —  | 89 | —  | —  |                                          | Come Home the Kids Miss You |
| 2022                                                         | I Got a Shot                                    | —   | —  | 58 | —  | —  |                                          | Come Home the Kids Miss You |
| 2022                                                         | Churchill Downs (feat. Drake)                   | 23  | 17 | 11 | 25 | 19 | - USA: Platino - NZL: Oro - UK: Argento  | Come Home the Kids Miss You |
| 2022                                                         | Like a Blade of Glass                           | 107 | —  | 64 | —  | —  |                                          | Come Home the Kids Miss You |
| 2022                                                         | Parent Trap                                     | 109 | —  | 73 | —  | —  |                                          | Come Home the Kids Miss You |
| 2022                                                         | Poison (feat. Lil Wayne)                        | 99  | —  | 72 | —  | —  |                                          | Come Home the Kids Miss You |
| 2022                                                         | Psychic (Chris Brown feat. Jack Harlow)         | 78  | —  | 85 | —  | —  | - NZL: Oro                               | Breezy                      |
| 2022                                                         | Yungen (Rod Wave feat. Jack Harlow)             | 35  | —  | —  | —  | —  | - USA: Oro                               | Beautiful Mind              |
| 2022                                                         | Backstage Passes (EST Gee feat. Jack Harlow)    | 98  | —  | —  | —  | —  |                                          | I Never Felt Nun            |
| 2023                                                         | Common Ground                                   | 96  | —  | 76 | —  | —  |                                          | Jackman                     |
| 2023                                                         | Ambitious                                       | 109 | —  | —  | —  | —  |                                          | Jackman                     |
| 2023                                                         | Is That Ight?                                   | 111 | —  | —  | —  | —  |                                          | Jackman                     |
| 2023                                                         | Gang Gang Gang                                  | 123 | —  | —  | —  | —  |                                          | Jackman                     |
| 2023                                                         | Denver                                          | 110 | —  | —  | —  | —  |                                          | Jackman                     |
| "—" indica una pubblicazione non classificata in quel paese. |                                                 |     |    |    |    |    |                                          |                             |